# Zala (vattendrag i Ungern)
Zala är ett vattendrag i västra Ungern. Källflödena ligger i bergen Zalai-dombság i allra västligaste Ungern, nära gränsen till Slovenien och Österrike. Floden rinner genom staden Zalaegerszeg i provinsen Zala och mynnar i Balatonsjön, där den står för det största enskilda inflödet.